# Валаби
Валаби е сборно име на десетки видове торбести животни от семейство Кенгурови. Терминът е неформален и обикновено се използва за всички дребни кенгурута. Някои от горските валабита австралийците наричат и Падемелони (представителите от род Thylogale) и Доркопсиси (тези от родовете Dorcopsis и Dorcopsulus). Името валаби идва от езика на аборигените от племето еора, обитаващо района на Сидни. Подобно на всички останали представители на семейството и малките на валабитата се наричат с думата „джоуи“ (joey, от английски – малко животно, а в австралийски английски с регионално значение за малко кенгуру).

## Разпространение
Видовете дребни кенгурута са широко разпространени в Австралия, Тасмания, Нова Гвинея и съседните острови. В Австралия са широко разпространени с изключение на полупустинните открити райони, които са обитавани от по-едри видове кенгурута. В Нова Зеландия торбестите животни не са характерни. Тук са интродуцирани и се възприемат като вредители и често са обект на лов. Има и няколко популации от валабита на Британските острови, като най-голямата от тях е на остров Ман, където има колония от около 100 екземпляра. Видове са интродуцирани и на остров Оаху.

## Представители
- †Lagorchestes asomatus
- †Lagorchestes leporides
- †Macropus greyii
- †Onychogalea lunata
- Macropus agilis
- Petrogale assimilis
- Lagostrophus fasciatus
- Dorcopsis atrata
- Petrogale lateralis
- Macropus dorsalis
- Onychogalea fraenata – ноктоопашато валаби
- Dorcopsis muelleri
- Thylogale browni
- Petrogale penicillata
- Thylogale calabyi
- Petrogale coenensis
- Thylogale brunii
- Petrogale godmani
- Dorcopsis luctuosa
- Petrogale herberti
- Dorcopsulus macleayi
- Petrogale mareeba
- Petrogale burbidgei
- Petrogale sharmani
- Thylogale lanatus
- Petrogale concinna – каменно кенгуру, малко скално кенгуру, малко ръждиво кенгуру
- Onychogalea unguifera
- Macropus parma
- Macropus parryi
- Petrogale persephone
- Petrogale purpureicollis
- Thylogale stigmatica
- Thylogale thetis
- Macropus rufogriseus
- Petrogale rothschildi
- Lagorchestes hirsutus
- Petrogale brachyotis
- Wallabia bicolor
- Macropus eugenii
- Thylogale billardierii
- Petrogale inornata
- Macropus irma
- Dorcopsis hageni
- Petrogale xanthopus